# Kỹ thuật hàng không vũ trụ

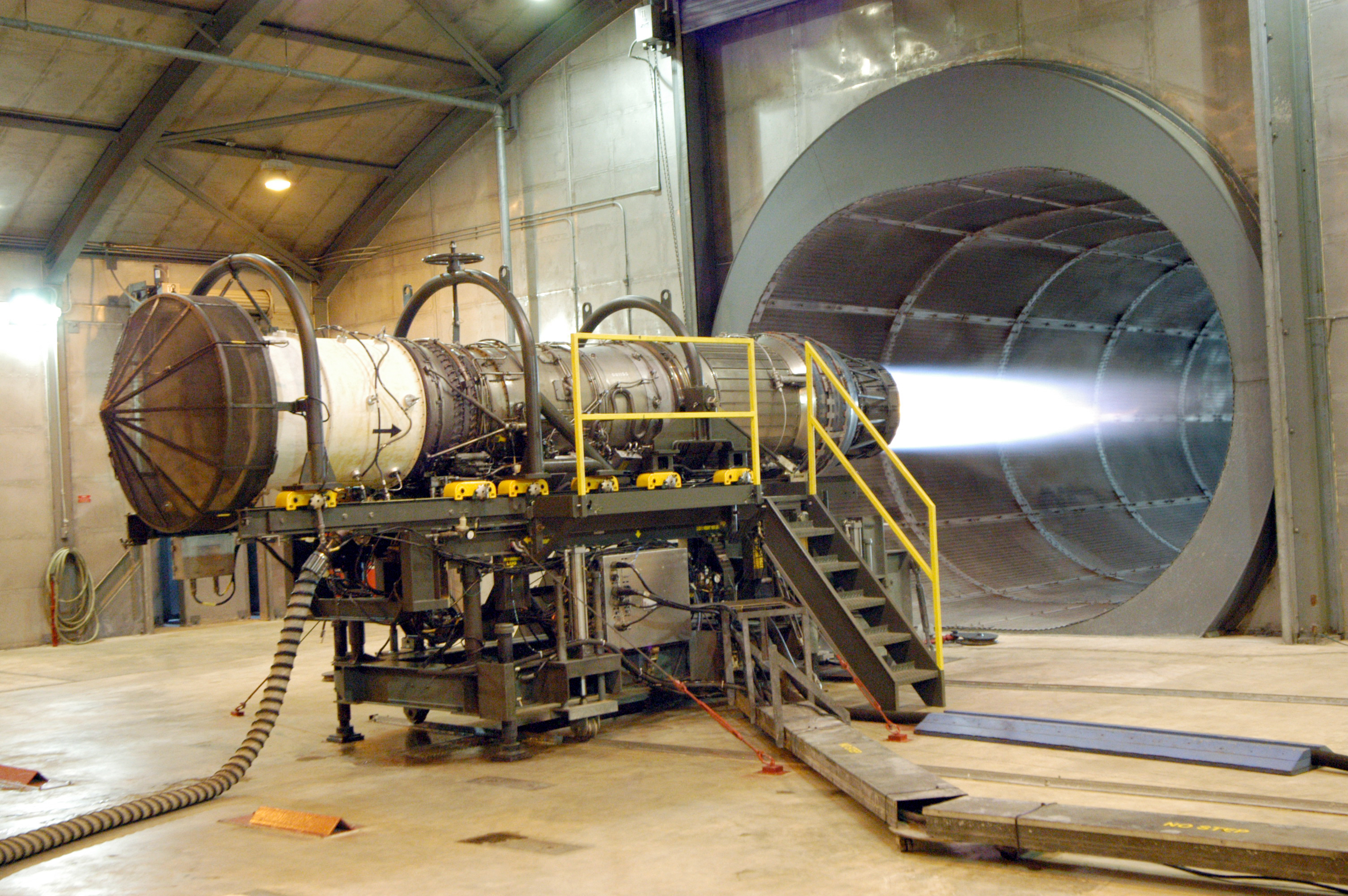
Một động cơ phản lực đang được kiểm tra tại Robins Air Force Base, Georgia, USA. Đường hầm phía sau động cơ làm giảm tiếng ồn và sự phụt ra của sản phẩm cháy.

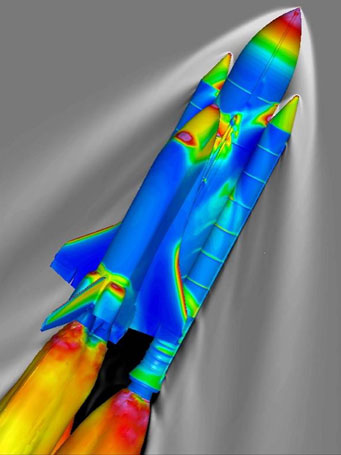
Máy tính mô phỏng chuyến bay của tàu con thoi

Kỹ thuật hàng không-vũ trụ là một trong những ngành kỹ thuật cơ bản liên quan đến thiết kế, kết cấu và khoa học về khí cụ bay và tàu vũ trụ. Nó được chia thành hai nhánh lớn là kỹ thuật hàng không và kỹ thuật vũ trụ.
Kỹ thuật hàng không-vũ trụ có thể được hiểu bao gồm những lĩnh vực cấu thành sau: Cơ học chất lưu, Động lực học bay, Cơ học kết cấu máy, Toán học, Kỹ thuật điện, Động cơ phản lực, Kỹ thuật điều khiển, Kiểm soát không lưu, Vật liệu kết cấu, Cơ học vật rắn, Điện hàng không, Độ tin cậy bay, Phần mềm, Điều khiển nhiễu, Kiểm định bay, Công nghệ chế tạo thiết bị bay (máy bay, tên lửa, tàu vũ trụ).
Kỹ thuật hàng không-vũ trụ có thể được học ở nhiều cấp học từ Kỹ sư, Thạc sĩ, Tiến sĩ và Sau tiến sĩ ở nhiều nước công nghiệp hàng không vũ trụ phát triển trên thế giới như Mỹ, Nga, Pháp, Anh, Trung Quốc, Nhật.
Kỹ sư hàng không-vũ trụ có thể được hiểu là một kỹ sư trên các lĩnh vực cơ bản sau: Kỹ sư máy bay (dân dụng và quân sự), Kỹ sư tên lửa và Kỹ sư nghiên cứu về các thiết bị vũ trụ (vệ tinh, tàu vũ trụ).

## Các cơ sở đào tạo, nghiên cứu Hàng không-vũ trụ

### Việt Nam
Ở Việt Nam, kỹ thuật hàng không-vũ trụ còn là một lĩnh vực mới. Một số cơ sở chính của nhà nước về việc nghiên cứu và đào tạo kỹ thuật hàng không-vũ trụ bao gồm:
1. Viện Công nghệ Vũ trụ Việt Nam (STI),
2. Khoa Hàng không-vũ trụ - Đại học Kỹ thuật Lê Quý Đôn (LeTech) Lưu trữ ngày 8 tháng 3 năm 2015 tại Wayback Machine,
3. Bộ môn Công nghệ Hàng không-vũ trụ - Đại học Công nghệ - ĐHQGHN,
4. Khoa Vũ trụ và Hàng không - Đại học Khoa học và Công nghệ Hà Nội (USTH)
5. Bộ môn Kỹ thuật Hàng không và Vũ trụ - Đại học Bách khoa Hà Nội (HUST) Lưu trữ ngày 16 tháng 9 năm 2015 tại Wayback Machine,
6. Bộ môn Kỹ thuật Hàng không - Đại học Bách khoa TpHCM (HCMUT) Lưu trữ ngày 1 tháng 8 năm 2012 tại Wayback Machine,
7. Viện Hàng không-Vũ trụ Viettel (VTX) Lưu trữ ngày 5 tháng 1 năm 2019 tại Wayback Machine
8. Trung tâm vệ tinh quốc gia (VNSC)
9. Hội hàng không-vũ trụ Việt Nam (VASA)
10. Học viện Hàng không Vietjet
11. Học viện Hàng không Việt Nam
12. Học viện Phòng không - Không quân
13. Trường Sĩ quan không quân
14. Bộ môn Vật lý - Trường Đại học Quốc Tế - Đại học Quốc gia TP.HCM (HCMIU) - Ngành Kỹ thuật Không gian (Phân tích và Ứng dụng Dữ liệu lớn)